# 李天军
李天军（1948年10月—2008年5月13日），山东新泰人，中国政治人物。
曾任山东省十一届人大常委会代表资格审查委员会主任委员，中共山东省委原副秘书长、办公厅主任。2008年5月13日，在济南逝世，终年60岁。